# 여포자극호르몬

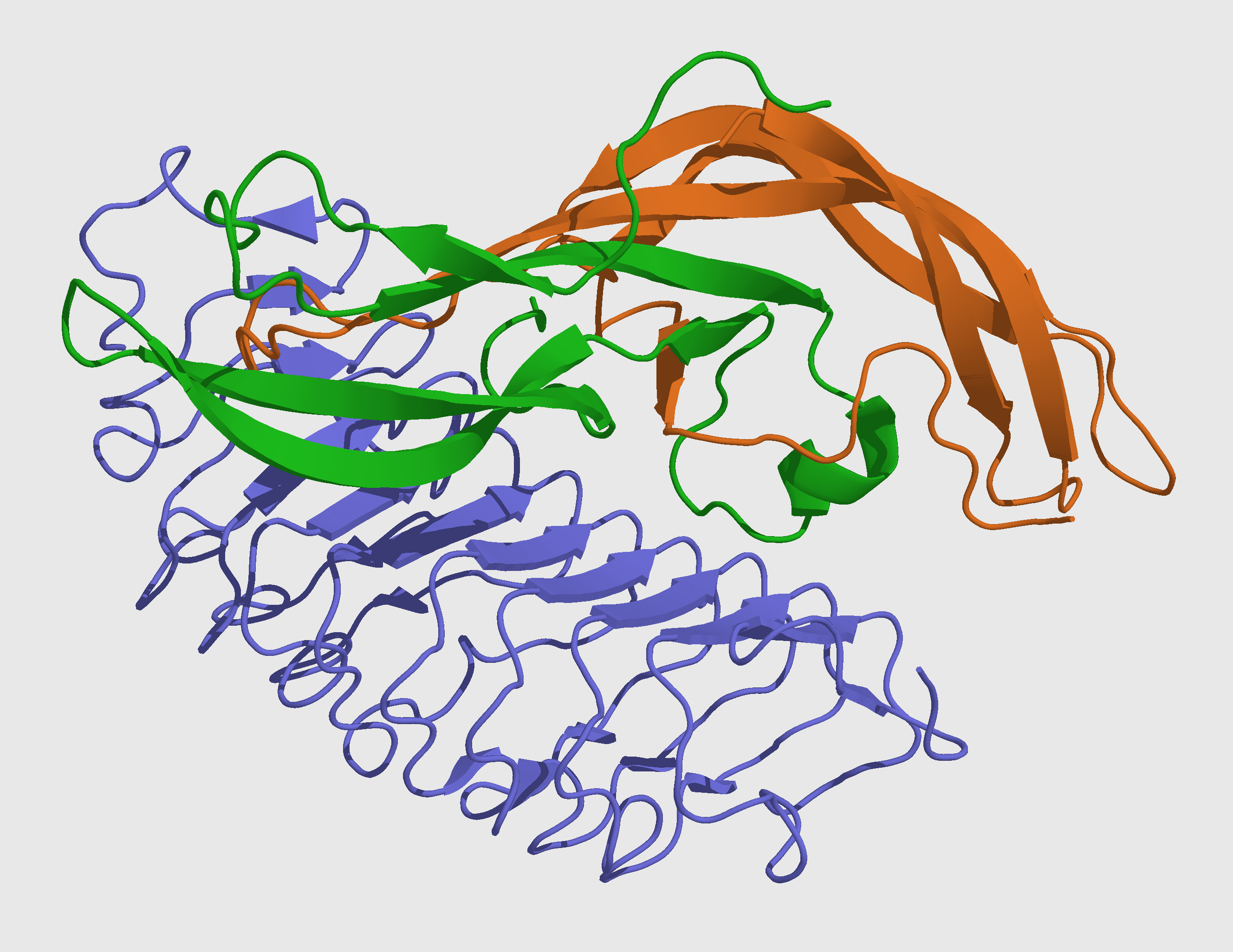

여포자극호르몬(Follicle-stimulating hormone, FSH)은 뇌하수체전엽에서 나오는 폴리펩타이드 호르몬이다. 생식세포의 성숙에 관여하며, 여성에서는 황체형성호르몬과 함께 월경주기의 조절에 관여한다.